# Playfair Mountains
Playfair Mountains är ett berg i Antarktis. Det ligger i Västantarktis. Argentina, Chile och Storbritannien gör anspråk på området. Toppen på Playfair Mountains är 1 244 meter över havet.
Terrängen runt Playfair Mountains är huvudsakligen kuperad, men den allra närmaste omgivningen är platt. Trakten är obefolkad. Det finns inga samhällen i närheten.